# Animaniacy: Życzenie Wakko
Animaniacy: Życzenie Wakko (org. Animaniacs: Wakko’s Wish, 1999) – amerykański film animowany, kontynuacja serialu animowanego Animaniacy, tworzonego w latach 1993–1998.

## Wersja polska
Opracowanie i udźwiękowienie wersji polskiej: Studio Sonica
Reżyseria: Krzysztof Kołbasiuk
Dialogi: Maria Utecht
Dźwięk: Agnieszka Stankowska
Montaż: Jacek Osławski
Organizacja produkcji: Elżbieta Kręciejewska
Wystąpili:
- Tomasz Kozłowicz – Yakko
- Zbigniew Suszyński – Wakko
- Jolanta Wilk – Dot
- Jacek Sołtysiak – Pinky
- Dariusz Odija –
  - Mózg,
  - Runt,
  - Król Salazar
- Mirosława Nyckowska – Slappy
- Jacek Wolszczak – Skippy (dialogi)
- Jarosław Domin – Skippy (śpiew)
- Małgorzata Bursztynowicz – Mindy
- Piotr Chmielewski – Cekin
- Izabella Bukowska – Siostra
- Jacek Jarosz – Doktor Psychoszajber
- Leopold Matuszczak – Baron von Plotz
- Jacek Bursztynowicz – Ralph
- Rafał Sisicki – Pesto
- Wojciech Machnicki – Bobby
- Piotr Borowiec – Squit
- Małgorzata Duda – Rita
- Sławomir Pacek – Pip
- Piotr Bajor – Kapitan
- Marek Robaczewski – Dyrektor
- Beata Kawka – Minerva
- Łukasz Nowicki – Tom Bodett (narrator)
- Beata Łuczak – Mama Mindy

Chór: Olga Bończyk, Iza Dąbrowska, Piotr Gogol
Teksty piosenek: Marek Robaczewski
Kierownictwo muzyczne: Marek Krejzler
Lektor: Krzysztof Kołbasiuk